# Katrina Seymour
Katrina Seymour (sinh ngày 7 tháng 1 năm 1993) là một vận động viên người Bahamas thi đấu ở các chướng ngại vật 400 mét và 400 mét. Cô đã tham gia cuộc thi tiếp sức 4 × 400 mét tại Giải vô địch thế giới năm 2009 và 2015 mà không đủ điều kiện cho trận chung kết.

## Giải đấu quốc tế
| Năm                      | Giải đấu                                                  | Địa điểm                           | Thứ hạng                 | Nội dung                 | Chú thích                |
| Representing the Bahamas | Representing the Bahamas                                  | Representing the Bahamas           | Representing the Bahamas | Representing the Bahamas | Representing the Bahamas |
| ------------------------ | --------------------------------------------------------- | ---------------------------------- | ------------------------ | ------------------------ | ------------------------ |
| 2009                     | CARIFTA Games (U17)                                       | Vieux Fort, Saint Lucia            | 3rd (h)                  | 400 m                    | 56.031                   |
| 2009                     | CARIFTA Games (U17)                                       | Vieux Fort, Saint Lucia            | 2nd                      | 4 × 400 m relay          | 3:45.61                  |
| 2009                     | World Youth Championships                                 | Brixen, Italy                      | 14th (sf)                | 400 m                    | 56.24                    |
| 2009                     | World Youth Championships                                 | Brixen, Italy                      | 4th                      | Medley relay             | 2:09.33                  |
| 2009                     | Pan American Junior Championships                         | Port of Spain, Trinidad and Tobago | –                        | 400 m                    | DNF                      |
| 2009                     | Pan American Junior Championships                         | Port of Spain, Trinidad and Tobago | 3rd                      | 4 × 400 m relay          | 3:42.17                  |
| 2009                     | World Championships                                       | Berlin, Germany                    | –                        | 4 × 400 m relay          | DQ                       |
| 2010                     | CARIFTA Games (U20)                                       | George Town, Cayman Islands        | –                        | 4 × 400 m relay          | DQ                       |
| 2010                     | Central American and Caribbean Junior Championships (U20) | Santo Domingo, Dominican Republic  | 2nd                      | 4 × 100 m relay          | 45.54                    |
| 2010                     | Central American and Caribbean Junior Championships (U20) | Santo Domingo, Dominican Republic  | 3rd                      | 4 × 400 m relay          | 3:38.81                  |
| 2010                     | World Junior Championships                                | Moncton, Canada                    | 4th                      | 4 × 400 m relay          | 3:33.43                  |
| 2011                     | CARIFTA Games (U20)                                       | Montego Bay, Jamaica               | 2nd                      | 400 m hurdles            | 58.04                    |
| 2011                     | CARIFTA Games (U20)                                       | Montego Bay, Jamaica               | 3rd                      | 4 × 400 m relay          | 3:41.05                  |
| 2011                     | Central American and Caribbean Championships              | Mayagüez, Puerto Rico              | 3rd                      | 400 m hurdles            | 57.24                    |
| 2011                     | Pan American Junior Championships                         | Miramar, United States             | 1st                      | 400 m hurdles            | 57.87                    |
| 2011                     | Pan American Junior Championships                         | Miramar, United States             | 3rd                      | 4 × 400 m relay          | 3:42.61                  |
| 2011                     | Pan American Games                                        | Guadalajara, Mexico                | 10th (h)                 | 400 m hurdles            | 60.34                    |
| 2012                     | CARIFTA Games (U20)                                       | Hamilton, Bermuda                  | 4th                      | 400 m hurdles            | 60.70                    |
| 2012                     | CARIFTA Games (U20)                                       | Hamilton, Bermuda                  | 2nd                      | 4 × 400 m relay          | 3:40.44                  |
| 2014                     | Commonwealth Games                                        | Glasgow, United Kingdom            | 19th (h)                 | 400 m hurdles            | 61.34                    |
| 2014                     | Commonwealth Games                                        | Glasgow, United Kingdom            | 6th                      | 4 × 100 m relay          | 44.25                    |
| 2014                     | NACAC U23 Championships                                   | Kamloops, Canada                   | –                        | 400 m hurdles            | DNF                      |
| 2014                     | Central American and Caribbean Games                      | Xalapa, Mexico                     | 9th (h)                  | 400 m hurdles            | 59.89                    |
| 2015                     | IAAF World Relays                                         | Nassau, Bahamas                    | 3rd (B)                  | 4 × 400 m relay          | 3:35.01                  |
| 2015                     | Pan American Games                                        | Toronto, Canada                    | 5th                      | 4 × 400 m relay          | 3:31.60                  |
| 2015                     | NACAC Championships                                       | San José, Costa Rica               | 11th (h)                 | 400 m hurdles            | 58.47                    |
| 2015                     | NACAC Championships                                       | San José, Costa Rica               | 3rd                      | 4 × 400 m relay          | 3:31.80                  |
| 2015                     | World Championships                                       | Beijing, China                     | 10th (h)                 | 4 × 400 m relay          | 3:28.46                  |
| 2018                     | Commonwealth Games                                        | Gold Coast, Australia              | 9th (h)                  | 400 m hurdles            | 55.69                    |
| 2018                     | Central American and Caribbean Games                      | Barranquilla, Colombia             | 11th (h)                 | 400 m hurdles            | 58.37                    |
| 2018                     | NACAC Championships                                       | Toronto, Canada                    | 9th (h)                  | 400 m hurdles            | 57.79                    |

1 bị loại trong trận chung kết

## Thành tích cá nhân tốt nhất
Ngoài trời
- 400 mét - 54,89 (Clermont 2009)
- Vượt rào 400 mét - 55,69 (Gold Coast 2017) NR